# Basly (Calvados)
Pour les articles homonymes, voir Basly.
Basly (prononcé [bɑːli]) est une commune française, située dans le département du Calvados en région Normandie, peuplée de 1 043 habitants.

## Géographie
| Bény-sur-Mer          | Bény-sur-Mer      | Douvres-la-Délivrande |
| Bény-sur-Mer          | Basly             | Douvres-la-Délivrande |
| Fontaine-Henry, Thaon | Colomby-sur-Thaon | Colomby-sur-Thaon     |

### Hydrographie
La commune est située dans le bassin Seine-Normandie. Elle est drainée par la Mue et un bras de la Mue,,.
La Mue, d'une longueur de 22 km, prend sa source dans la commune de Thue et Mue et se jette  dans la Seulles à Reviers, après avoir traversé dix communes. 

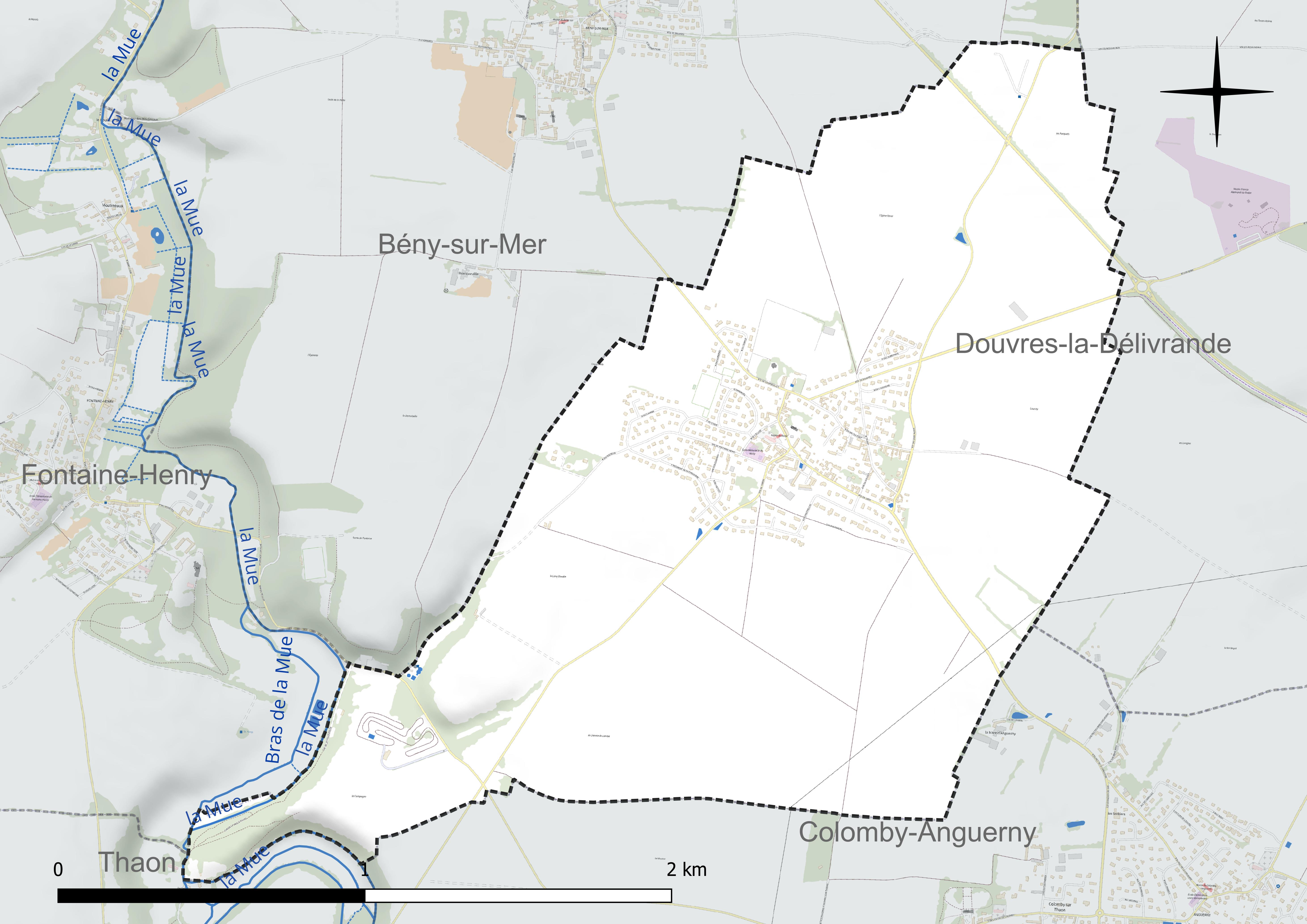
Réseau hydrographique de Basly.

### Climat
Pour des articles plus généraux, voir Climat de la Normandie et Climat du Calvados.
En 2010, le climat de la commune est de type climat océanique altéré, selon une étude du CNRS s'appuyant sur une série de données couvrant la période 1971-2000. En 2020, Météo-France publie une typologie des climats de la France métropolitaine dans laquelle la commune est exposée à un climat océanique et est dans la région climatique  Normandie (Cotentin, Orne), caractérisée par une pluviométrie relativement élevée (850 mm/a) et un été frais (15,5 °C) et venté. Parallèlement le GIEC normand, un groupe régional d'experts sur le climat, différencie quant à lui, dans une étude de 2020, trois grands types de climats pour la région Normandie, nuancés à une échelle plus fine par les facteurs géographiques locaux. La commune est, selon ce zonage, exposée à un « climat des plateaux abrités », correspondant à la plaine agricole de Caen à Falaise, sous le vent des collines de Normandie et proche de la mer, se caractérisant par une pluviométrie et des contraintes thermiques modérées.
Pour la période 1971-2000, la température annuelle moyenne est de 10,7 °C, avec  une amplitude thermique annuelle de 12,1 °C. Le cumul annuel moyen de précipitations est de 737 mm, avec 11,9 jours de précipitations en janvier et 7,5 jours en juillet. Pour la période 1991-2020, la température moyenne annuelle observée sur la station météorologique la plus proche, située sur la commune de Bernières-sur-Mer à 6 km à vol d'oiseau, est de 11,7 °C et le cumul annuel moyen de précipitations est de 695,0 mm,. Pour l'avenir, les paramètres climatiques de la commune estimés pour 2050 selon différents scénarios d'émission de gaz à effet de serre sont consultables sur un site dédié publié par Météo-France en novembre 2022.

## Urbanisme

### Typologie
Au 1er janvier 2024, Basly est catégorisée bourg rural, selon la nouvelle grille communale de densité à 7 niveaux définie par l'Insee en 2022.
Elle est située hors unité urbaine. Par ailleurs la commune fait partie de l'aire d'attraction de Caen, dont elle est une commune de la couronne,. Cette aire, qui regroupe 296 communes, est catégorisée dans les aires de 200 000 à moins de 700 000 habitants,.

### Occupation des sols
L'occupation des sols de la commune, telle qu'elle ressort de la base de données européenne d'occupation biophysique des sols Corine Land Cover (CLC), est marquée par l'importance des territoires agricoles (84,2 % en 2018), en diminution par rapport à 1990 (89,3 %). La répartition détaillée en 2018 est la suivante : 
terres arables (79,7 %), zones urbanisées (12,1 %), zones agricoles hétérogènes (4,5 %), forêts (3,7 %). L'évolution de l'occupation des sols de la commune et de ses infrastructures peut être observée sur les différentes représentations cartographiques du territoire : la carte de Cassini (XVIIIe siècle), la carte d'état-major (1820-1866) et les cartes ou photos aériennes de l'IGN pour la période actuelle (1950 à aujourd'hui).

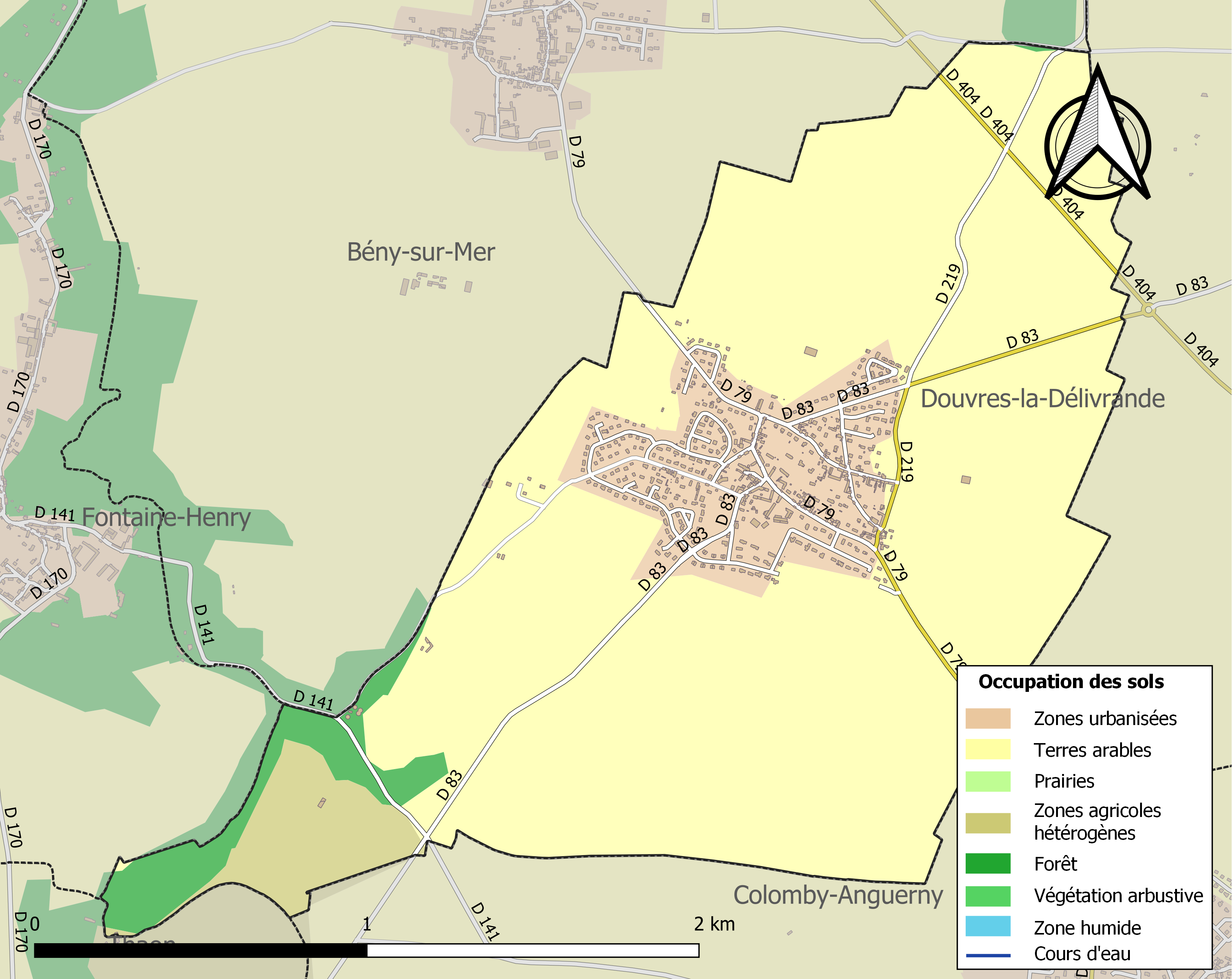
Carte des infrastructures et de l'occupation des sols de la commune en 2018 (CLC).

## Toponymie
Le nom de la localité est attesté sous les formes Basly à la fin du XIe siècle et Basleium en 1198.
Du nom de personne roman Basilius, suivi du suffixe de localisation et de propriété -(i)acum, d'origine gauloise, qui a régulièrement donné la terminaison -y (jadis -ei) dans le nord de la France.
La prononciation est [bɑːli].
Le gentilé est Baslien.

## Histoire
L'éperon barré de la Campagne, dessiné par la vallée de la Mue, fut occupé dès le Néolithique. Les vestiges les plus connus sont ceux d'un habitat du premier âge du fer (civilisation de Hallstatt) et sa nécropole rectangulaire associée.

## Politique et administration
| Période                                  | Période   | Identité        | Étiquette | Qualité      |
| ---------------------------------------- | --------- | --------------- | --------- | ------------ |
| (avant 2001)                             | mars 2008 | François Oudin  |           |              |
| mars 2008                                | En cours  | Yves Gauquelain | SE        | Retraité EDF |
| Les données manquantes sont à compléter. |           |                 |           |              |

Le conseil municipal est composé de quinze membres dont le maire et trois adjoints.

## Démographie
L'évolution du nombre d'habitants est connue à travers les recensements de la population effectués dans la commune depuis 1793. Pour les communes de moins de 10 000 habitants, une enquête de recensement portant sur toute la population est réalisée tous les cinq ans, les populations de référence des années intermédiaires étant quant à elles estimées par interpolation ou extrapolation. Pour la commune, le premier recensement exhaustif entrant dans le cadre du nouveau dispositif a été réalisé en 2008.
En 2022, la commune comptait 1 043 habitants, en évolution de −7,54 % par rapport à 2016 (Calvados : +1,58 %, France hors Mayotte : +2,11 %).
| 1793 | 1800 | 1806 | 1821 | 1831 | 1836 | 1841 | 1846 | 1851 |
| ---- | ---- | ---- | ---- | ---- | ---- | ---- | ---- | ---- |
| 511  | 500  | 546  | 518  | 444  | 466  | 439  | 427  | 440  |

| 1856 | 1861 | 1866 | 1872 | 1876 | 1881 | 1886 | 1891 | 1896 |
| ---- | ---- | ---- | ---- | ---- | ---- | ---- | ---- | ---- |
| 446  | 448  | 385  | 370  | 389  | 377  | 343  | 326  | 285  |

| 1901 | 1906 | 1911 | 1921 | 1926 | 1931 | 1936 | 1946 | 1954 |
| ---- | ---- | ---- | ---- | ---- | ---- | ---- | ---- | ---- |
| 263  | 269  | 252  | 217  | 202  | 211  | 213  | 241  | 258  |

| 1962 | 1968 | 1975 | 1982 | 1990 | 1999 | 2006 | 2008 | 2013  |
| ---- | ---- | ---- | ---- | ---- | ---- | ---- | ---- | ----- |
| 237  | 272  | 383  | 672  | 633  | 657  | 878  | 943  | 1 159 |

| 2018  | 2022  | - | - | - | - | - | - | - |
| ----- | ----- | - | - | - | - | - | - | - |
| 1 081 | 1 043 | - | - | - | - | - | - | - |

## Lieux et monuments
- Église Saint-Georges (XIIe siècle) dont le clocher est inscrit aux Monuments historiques[28].
- Une partie de la commune est également concernée par les sites classés : 
  - de la vallée de la Seulles, de la Thue et de la Mue[29],
  - du parc du château de Fontaine-Henry[30] (SC, 24/08/1959).
  - du vallon de l'ancienne église de Thaon[31] (SC, 03/11/1938).

## Activité et manifestations

### Sports
Le Football Club de Basly fait évoluer deux équipes de football en divisions de district.
Le Moto-club, créé en 1977, est doté d'un circuit de moto-cross et d'une école de pilotage.

## Personnalités liées à la commune
- Déodat de Basly (1862 à Basly - 1937), religieux et théologien franciscain.